# Paul Tornow

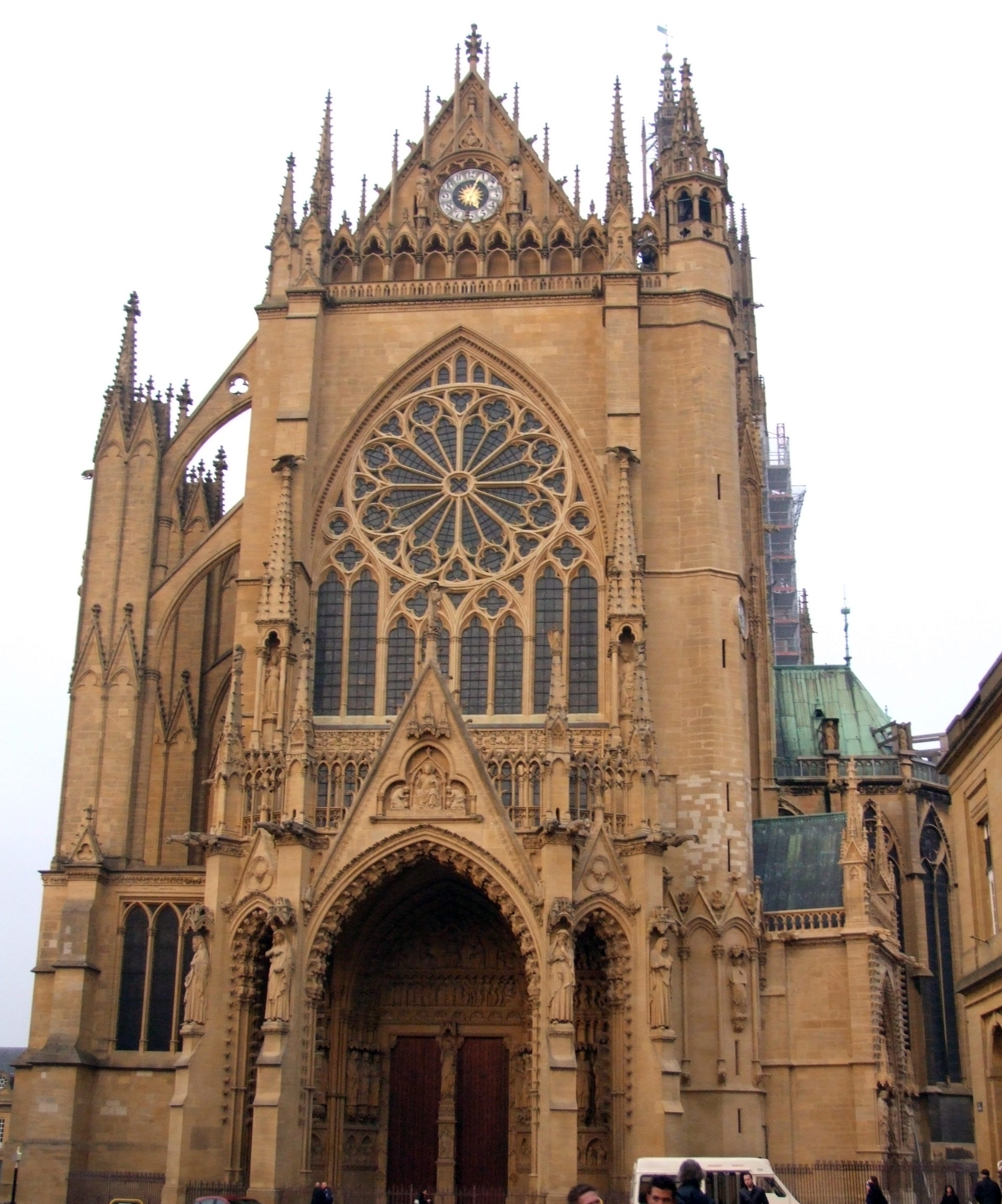
Portal de la catedral de Saint-Étienne en Metz.

Paul-Otto-Karl Tornow (14 de junio de 1848, Zielenzig (Reino de Prusia - hoy Polonia) - Metz, 6 de junio de 1921) fue un arquitecto neogótico alemán. Se le considera representante o ejemplo de la arquitectura imperial alemana del periodo guillermino.

## Biografía
Paul Tornow nació en Zielenzig (hoy Sulęcin, en Polonia). En 1874, Tornow es nombrado arquitecto de la Diócesis de Metz, y queda a su cargo la catedral de Metz, edificio en el que trabaja apasionadamente durante cerca de treinta años. Nombrado Restaurator der geschichtlichen Denkmäler in Lothringen en 1892, Tornow es considerado el primer "conservador de los monumentos históricos" del distrito de Lorena, entonces anexionada al Imperio Alemán. Tornow se ocupó de estos dos cargos hasta 1906. Sus sucesores, como conservadores, fueron Georg Wolfram de 1906 a 1909, y luego  Wilhelm Schmitz de 1909 a 1919. Paul Tornow, cuyas obras en Moselle son importantes, murió en Metz. Está enterrado en Scy-Chazelles, en Moselle.

## Obras visibles en Lorena
- Modificación de la iglesia de Fèves (antes de 1870)
- Capilla de Basse-Bevoye, en Peltre (1881)
- Ampliación y construcción de la torre de la iglesia de Oeting (1882-1884)
- Restauración de la colegiata de Saint-Léger de Marsal (1883)
- Reedificación de la fachada de la iglesia de Sainte-Ségolène de Metz, en colaboración con Konrad Wahn (1884)
- Construcción del hospital Belle-Isle,; ayudante del arquitecto Feyerabend (1886-1889)
- Reformas, después suprimidas, de la iglesia de Saint-Quentin de Scy-Chazelles (1887)
- Importantes reformas de la iglesia de Morhange antes del hundimiento de la nave (1889)
- Torre de Schlossberg en Forbach (1891)
- Templo Imperial de Guillermo II de Alemania en Courcelles-Chaussy (1895)
- La nave colateral sur y la sacristía de la iglesia de Lorry-Mardigny (1895)
- Iglesia de Saint-Alban de Sorbey (1896)
- Reformas en la Catedral de Metz, junto al escultor Auguste Dujardin:
  - Reconstrucción de la portada de la torre del Capítulo
  - Reconstrucción de la cubierta de la catedral tras el incendio de 1877 (1880)
  - Reforma de la portada de la Virgen
  - Nueva portada occidental y transepto (desde 1898)
- Reforma de la Puerta de los Alemanes en Metz
- Reforma de la torre de la iglesia de Saint-Maurice d'Obergailbach (1902)

## Publicaciones
- Denkschrift betreffend den Ausbau der Hauptfront des Domes zu Metz. Mit 8 Tafeln Abbildungen (Metz, 1891)